# Naturschutzgebiet Bergwiesen bei Neuastenberg (Winterberg)

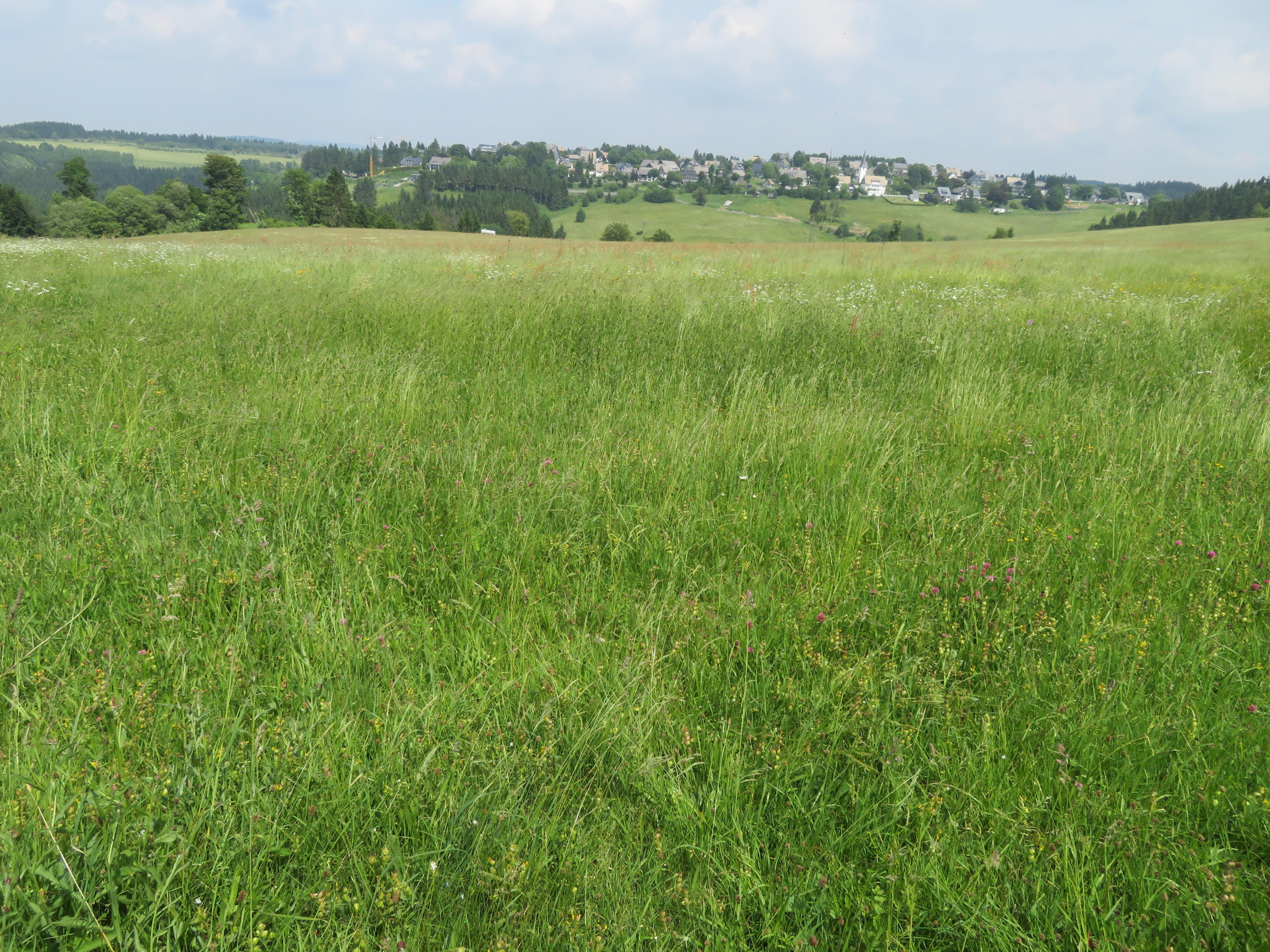
Naturschutzgebiet (Grünland vorne) mit Neuastenberg

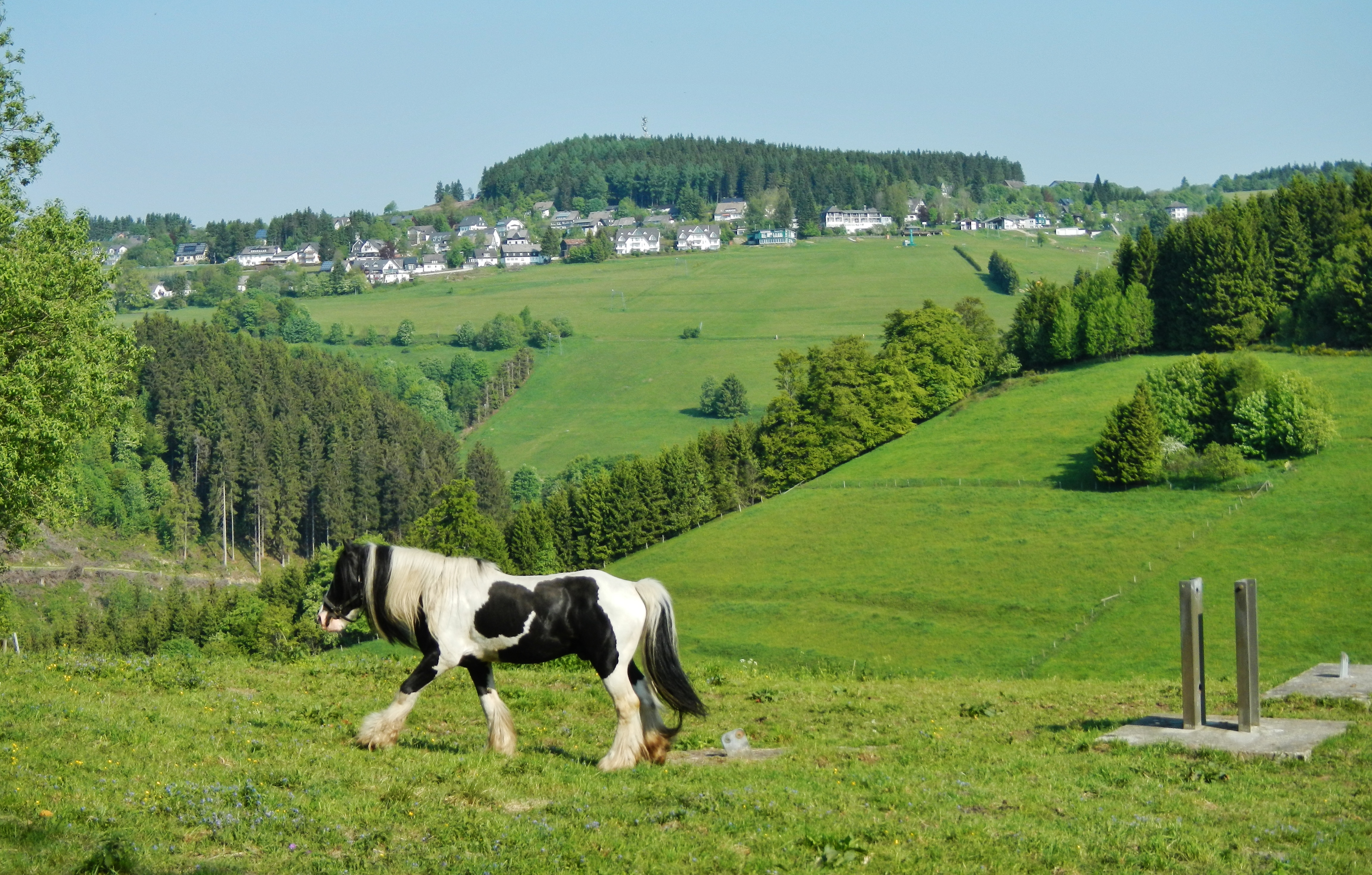
Naturschutzgebiet (Grünland vorne) mit Neuastenberg

Das Naturschutzgebiet Bergwiesen bei Neuastenberg mit einer Größe von 95,77 ha liegt um Neuastenberg im Stadtgebiet von Winterberg. Das Gebiet wurde 2008 mit dem Landschaftsplan Winterberg durch den Hochsauerlandkreis als Naturschutzgebiet (NSG) ausgewiesen. Das NSG besteht aus acht getrennten Teilflächen. Teilflächen des NSG liegen auch bei um Lenneplätze und Mollseifen.
Im Stadtgebiet von Schmallenberg gibt es ein gleichnamiges Naturschutzgebiet Bergwiesen bei Neuastenberg (Schmallenberg). Das NSG gehört gleichzeitig mit der ganzen Fläche zum FFH-Gebiet Bergwiesen bei Winterberg (DE 4717-305) mit 501 ha Flächengröße. Das NSG grenzt teils direkt an das Landschaftsschutzgebiet Postwiese und Magergrünland bei Neuastenberg. Der Rothaarsteig führt am NSG vorbei.

## Gebietsbeschreibung
Beim NSG handelt es sich um Bergwiesen. Im NSG kommen seltene Tier- und Pflanzenarten vor. Auf der Winterberger Hochfläche und in den darin eingesenkten Talmulden haben sich in einer Höhenlage von knapp 600 bis über 770 m über NN im Laufe einer jahrhundertelangen landwirtschaftlichen Nutzung artenreiche, montane Grünlandgesellschaften entwickelt und erhalten. Das Naturschutzgebiet Bergwiesen bei Neuastenberg ist der westliche Bereich dieser Bergwiesen. Nördlich befinden sich im Naturschutzgebiet Bergwiesen bei Altastenberg und nordöstlich im Naturschutzgebiet Bergwiesen bei Winterberg, ferner in mehreren Landschaftsschutzgebieten um die drei Berwiesen-Naturschutzgebiete, befinden sich weitere Bergwiesen. Alle Bergwiesen bei Winterberg sind ein gesetzlich geschütztes Biotop nach § 30 BNatSchG. 
Die Gebietsteile des NSG um Lenneplätze und um Mollseifen mit Goldhaferwiesen sind flächendeckend von großem Artenreichtum, einschließlich des Vorkommens zahlreicher „Rote-Liste“-Pflanzen-arten. Im Gebietsteil um Neuastenberg sind solche mageren Goldhaferwiesen immer wieder in das höher nährstoffversorgte oder teils feuchtere Grünland eingestreut.
Im NSG kaufte die Nordrhein-Westfalen-Stiftung Naturschutz, Heimat- und Kulturpflege 0,77 ha Land an, welche von der Biologische Station Hochsauerlandkreis betreut werden.

## Schutzzweck
Das NSG soll die Bergwiesen mit Arteninventar schützen.
Wie bei allen Naturschutzgebieten in Deutschland wurde in der Schutzausweisung darauf hingewiesen, dass das Gebiet „wegen der Seltenheit, besonderen Eigenart und Schönheit des Gebietes“ zum Naturschutzgebiet wurde.